# Giovanni di Salisbury
Giovanni di Salisbury (pron. /ˈsɔːlzbɹi/; in latino Iohannes Saresberiensis; Old Sarum, 1115/1120 – Chartres, 25 ottobre 1180) è stato un filosofo, scrittore e vescovo inglese.

## Biografia

### I primi anni e l'educazione
Giovanni nacque a Old Sarum, un insediamento a circa due miglia dall’odierna città di Salisbury, in una data che è possibile ricostruire attraverso gli eventi successivi della sua vita nel 1115-1120. Probabilmente non fu di estrazione sociale elevata, come apparirebbe dal soprannome “Parvus”, “piccolo” in latino, cioè di piccola statura, o meglio, di umile origine, e dal fatto che fu costretto, per sostentare sé stesso durante i suoi anni di studio a Parigi, a svolgere il ruolo di tutore per i figli di famiglie aristocratiche: è possibile reperire ciò dalle sue stesse lettere che, in più occasioni, fanno riferimento ad una sua critica situazione economica, specialmente nelle corrispondenze indirizzate all’amico Pietro di Celle.
Non ci sono notizie certe sul padre, mentre della madre, Gille Peche, si sa che ebbe figli da almeno due mariti e che morì di malattia a Exeter attorno al 1170. Giovanni ebbe tre fratelli: del più grande, il fratellastro Riccardo Peche, si sa molto poco, mentre sono meglio documentati i rapporti con gli altri due. Roberto Fitzgille, il fratello maggiore, ebbe una carriera prospera: dopo gli studi di fisica, esercitò la professione del medico e perciò morì molto ricco nel 1186. Da lui Giovanni ricevette in dono, mentre era in esilio in Francia, un anello d’oro con una pietra di zaffiro, dov’era iscritta la frase Cristus vincit, Cristus regnat, Cristus imperat cioè Cristo vince, Cristo regna, Cristo governa, alludendo al fatto che la Chiesa avrebbe prevalso nella disputa contro il re inglese Enrico II. Roberto ebbe una famiglia e si sa che Giovanni fu molto affezionato alla moglie e a loro figlio.  Ma fu soprattutto il fratello minore, Riccardo di Salisbury, ad essere molto legato a Giovanni, come si evince dalle lettere che i due spesso si scambiavano e dal fatto che lo seguì durante i suoi anni di esilio in Francia. Egli fu canonico prima ad Exeter e poi a Merton.
La primissima educazione di Giovanni avvenne nella sua città natale, ad Old Sarum, mentre studi più avanzati furono compiuti ad Exeter. Le pochissime informazioni che abbiamo su questo periodo risalgono a Giovanni stesso, che nella sua opera maggiore, Policraticus II, 28, ci dice che fu affidato ad un prete locale per imparare i Salmi; tuttavia, questo si servì di lui per compiere pratiche di divinazione, in particolare connessi con la necromanzia e la cristallomanzia, ma la mancata abilità del piccolo Giovanni lo fece presto escludere. A posteriori, si dice molto sollevato e ringrazia il Signore, dal momento che tutti coloro che hanno messo in atto questi tipi di pratiche si sono ritrovati a doverle rinnegare e cercare soccorso in seno a ordini religiosi. È tipico di Giovanni dare aneddoti personali per dare degli exempla: in questo caso voleva illustrare la teoria della pratica magica e sottolinearne il pericolo. Leggendo le sue opere, bisogna sempre ricordare che la sua volontà, quando parla di sé, non è quella di dare elementi autobiografici, quanto piuttosto quello di fornire un exemplum, il cui valore è rafforzato dalla diretta esperienza di chi lo racconta.
La prima data certa della vita di Giovanni è il 1136, identificata da lui come l’anno successivo alla morte del re Enrico I: in quell’anno, egli lasciò la sua terra natia, l’Inghilterra, e si trasferì a Parigi per compiere gli studi superiori. Nella carriera scolastica di Giovanni si vede bene una delle caratteristiche tipiche del XII secolo, cioè il viaggiare per motivi di studio. È importante sottolineare come questa “geografia dell’educazione” venisse a crearsi soprattutto grazie alla fama dei maestri che attraevano gli studenti dall’estero, nello specifico nella direzione dall’Inghilterra alla Francia. Nel XII secolo, il corso di studi superiori, che iniziava attorno ai 15 anni, prevedeva l’insegnamento delle sette arti liberali, che erano divise nelle materie di base del trivium (grammatica, retorica e dialettica) e nelle materie più avanzate del quadrivium (aritmetica, musica, geometria e astronomia): nonostante le prime siano considerate propedeutiche alle seconde, non ci sono evidenze che dimostrano che vadano studiate in quest’ordine, come è evidente nel caso di Giovanni stesso. In ogni caso, la materia principe che doveva essere studiata come ultima, ma più importante, era sicuramente la teologia. A Parigi iniziò dunque a studiare la dialettica sotto la guida di Pietro Abelardo, nello specifico sul Monte di Santa Genoveffa, dove sarebbe poi sorta l’Università.
L’anno successivo, nel 1137, Abelardo lasciò Parigi e Giovanni iniziò a seguire le lezioni di Alberico di Reims e Roberto di Melun, fino a quando, nel 1138-1139 anche loro lasciarono la città; egli seguì quindi le lezioni di grammatica di Guglielmo di Conches, che gli fu insegnante fino al 1141. Non è molto chiaro dove Giovanni seguì le lezioni di Guglielmo, se a Chartres o a Parigi, e non si può dare una risposta definitiva: la soluzione più prudente è ammettere l’ignoranza in merito, dato che egli non ci dice esplicitamente dove compì questi studi. Dopo il 1141 ritornò allo studio della grammatica sotto Riccardo Vescovo, della retorica sotto Teodorico di Chartres e Pietro Elia e delle arti del quadrivio sotto Hardewin il Germanico. Questi sono anche gli anni in cui Giovanni stringe amicizie molto importanti. Nel 1141, sicuramente a Parigi, sopraggiunse per lui un periodo di ristrettezza economica, che lo obbligò a fare da tutore ai figli di famiglie aristocratiche, una pratica frequente a cui gli studenti dovevano ricorrere per pagarsi gli studi se non erano di famiglie di estrazione elevata. Contemporaneamente tornò a studiare la dialettica fino al 1142 con Gilberto Porretano e la teologia, in particolare con Roberto Pullen prima e con Simone di Poissy poi, fino al 1147.
È Giovanni stesso che in Metalogicon II,10 ci racconta dei suoi studi e dei suoi insegnanti, non tanto per informarci della cronologia dei suoi studi o del funzionamento delle scuole, quanto per mostrare ciò che costituisce una buona educazione, cioè imparare da maestri diversi, non limitarsi ad una sola disciplina e riconsiderare ciò che si pensa di sapere. Studiò per quasi dodici anni, cioè fino al 1147. Poco si sa degli anni 1147-1148, ma pare che Giovanni, per motivi economici, si trasferì da Parigi per risiedere e lavorare in una posizione temporanea come chierico presso Pietro di Celle, che era diventato abate di Moûtier-la-Celle, attorno al 1145.

### Giovanni al servizio di Canterbury
Fu probabilmente tramite la mediazione dell’amico Pietro di Celle che Giovanni entrò nell’entourage dell’arcivescovo di Canterbury, Teobaldo di Bec: l’Epistola 361 di Bernardo di Chiaravalle all’arcivescovo è da datare nel 1147 e contiene una raccomandazione a favore di Giovanni, che a partire dall’anno successivo appare al seguito di Teobaldo. L’epistola non può essere datata al più tardi del 1147, dal momento che entrambe le figure coinvolte, nel 1148, vissero un periodo di crisi, Teobaldo perché si trovava a dover risolvere una situazione di aperta discordia con il re d’Inghilterra, Stefano di Blois, mentre Bernardo di Chiaravalle a causa sia dell’esito fallimentare della seconda Crociata (1145-1148), dal lui fortemente voluta e promossa, che a causa della sua posizione troppo rigorosa nei confronti di Gilberto Porretano durante il Concilio di Reims, posizione che non risultò vincente.
Quello che è certo è che Giovanni di Salisbury fu presente al Concilio di Reims del 1148, indetto da papa Eugenio III nella Chiesa di Santa Maria a Reims, probabilmente già al seguito di Teobaldo, il quale si recò nonostante l’esplicito veto di re Stefano: Giovanni stesso nei capitoli 8, 9 e 12 della sua Historia Pontificalis, scritta anni dopo, diede un resoconto attendibile delle fasi del concilio e del Concistorium, durante il quale venne discusso il caso del maestro Gilberto Porretano, sospettato di eresia per la sua dottrina trinitaria.
Giovanni entrò alla corte di Teobaldo come intellettuale brillante, ma alla fine dei suoi studi era piuttosto povero e senza una rete familiare influente a sostenerlo. Non conosceva le minuzie dell’amministrazione e della politica di corte e probabilmente non aveva mai compiuto studi di diritto: all’inizio, la sua posizione a Canterbury non fu ben definita; tuttavia, il suo non è un caso isolato, dal momento che la maggior parte degli uomini al seguito dell’arcivescovo non avevano un incarico o un titolo preciso. Ciò è rivelatore di quello che l’amministrazione della Chiesa era all’epoca, un’attività di non specialisti e dove molte nuove pratiche giudiziarie e legali si stavano sviluppando: un contesto adatto a Giovanni, che non sembra essere specializzato in nessuno di questi campi.
Non sappiamo cosa fece e dove trascorse effettivamente il 1148: forse il primo anno alla corte di Teobaldo venne da lui impiegato per apprendere il mestiere ed effettuare i primi studi giuridici. È noto che, in un primo momento, l’attività principale di Giovanni fu quella del diplomatico, svolgendo missioni come inviato alla corte papale: lui stesso ci dice di aver attraversato le Alpi dieci volte per visitare la curia papale. Dal novembre 1149 Giovanni intraprese una serie di missioni diplomatiche in Italia, grazie alle quali conobbe personalità importantissime: l’incontro e l’amicizia più importante di tutti fu certamente Nicola Breakspear, che divenne papa Adriano IV nel 1154. In generale, gli anni che vanno dal 1147 al 1156 sono per Giovanni per lo più anni itineranti, dal momento che viaggiò tra Reims, Roma, Puglia, Ferentino, Segni, Benevento, ma sempre da Canterbury. Dei suoi anni di familiarità con le questioni papali ha lasciato testimonianza nell’Historia Pontificalis, anche se la narrazione si interrompe all’inizio del 1150. Gli anni passati vicino ai papi Eugenio III e Adriano IV gli furono certamente utili per la sua posizione intellettuale e sociale, ma guastarono i rapporti con il re Enrico II.
Nel 1154 all’attività di diplomatico, si aggiunse, ma non si sostituì quella di segretario di Teobaldo, dovendo realizzare corrispondenze su questioni relative agli affari ecclesiastici: questo fu un incarico che trattene maggiormente Giovanni a Canterbury. Ciò si evince dal numero di lettere redatte da Giovanni per conto dell’arcivescovo che andò ad intensificarsi proprio a partire da quell’anno. Tali lettere documentano la crescente ondata di appelli a Roma.
Nel 1156 Giovanni iniziò a perdere il favore e l’appoggio del re Enrico II, scatenando la sua ira: in quell’anno, infatti, Giovanni fu a Benevento con Adriano IV e potrebbe essere caduto in disgrazia in seguito al suo intervento nella questione irlandese, rivelando quindi l’importanza di Giovanni come attore politico. Giovanni sembra avere il ruolo di rappresentante di Teobaldo presso il nuovo papa e l’inviato del re per gli affari più delicati. In questo periodo Giovanni considerò l’esilio, tuttavia, consigliato dai suoi amici, ci rinunciò, e si rivolse al segretario di Thomas Becket, che in quel periodo ricopriva la posizione di cancelliere del re, sperando in un’intercessione a suo favore. Sia il fatto che Giovanni non scrisse direttamente a Becket sia il fatto che questo non fece nulla per aiutare Giovanni dimostra che tra di loro non c’era il rapporto di amicizia che studiosi precedenti hanno voluto attribuire ai due.
Giovanni trascorse almeno otto mesi lontano dagli affari di Canterbury e questo periodo di otium obbligato portò, nel 1159, alla conclusione delle sue opere maggiori, il Policraticus e il Metalogicon, entrambi dedicati a Thomas Becket, che fino alla sua elezione all’arcivescovato di Canterbury fu cancelliere di Enrico II. La dedica al futuro arcivescovo è stata a lungo considerata come una prova del rapporto intimo tra i due; tuttavia, essa cela un significato ben diverso: dedicare consigli a persone potenti e ben posizionate non indica l’approvazione del loro comportamento, piuttosto il contrario, dal momento che le ostentate lodi servono a sottintendere critiche della condotta del dedicatario. Nel medesimo periodo di tempo sembra aver anche portato a compimento l’Entheticus de dogmate philosophorum, un poema di 926 distici elegiaci.  
Non si sa se e quando Giovanni si riconciliò con il re, tuttavia, quando lo stato di salute di Teobaldo peggiorò gravemente, il suo ruolo a Canterbury diventò sempre più di primo piano, segno della grande fiducia che l’arcivescovo riponeva in lui: a Becket stesso, nel Policraticus, dice che spesso agiva al posto del primate d’Inghilterra, assumendosi il fardello di tutti gli affari ecclesiastici. Fino all’aprile del 1161, quando sopraggiunse la morte di Teobaldo, Giovanni mostrò un profondo coinvolgimento negli affari di Canterbury. Fu lui stesso a redigere la lettera d’addio per Enrico II e chiedergli di scegliere un successore.

### Gli anni del conflitto tra Thomas Becket ed Enrico II e l'esilio
Il 3 giugno 1162 fu eletto arcivescovo Thomas Becket. Giovanni rimase a Canterbury, tuttavia il suo ruolo risulta essere drasticamente diminuito. Si potrebbe dire che, nonostante la sicura non amicizia tra i due ed anzi, le parole molto critiche che Giovanni aveva in più occasioni riservato a Becket, queste non portarono ad un suo allontanamento da Canterbury, dal momento che la necessità di continuità con il la politica di Teobaldo e il desiderio di benefici che sarebbero potuti derivare dalla vasta rete di conoscenze di Giovanni, furono superiori a qualsiasi attrito personale.
Giovanni, pare su richiesta di Becket, scrisse la Vita Anselmi: l’arcivescovo progettava la canonizzazione del suo predecessore, Anselmo d’Aosta, al Concilio di Tours nel maggio 1163. In ogni caso, pare che le attività di Giovanni nel corso della crisi della Chiesa inglese furono marginali e separate dalla causa di Becket.
Tra la fine del 1163 e l’inizio del 1164 Giovanni lasciò l’Inghilterra e si recò in Francia: dalla sua corrispondenza la motivazione di tale allontanamento dalla patria risulta piuttosto ambigua e oscura. Da un lato, Giovanni suggerisce di star seguendo le istruzioni dategli da Thomas Becket stesso, incontrandosi con il conte Filippo di Amiens, dal quale è ottenuta una promessa di sostegno nel caso in cui l’arcivescovo fosse costretto all’esilio; allo stesso modo, Giovanni andò in visita al re di Francia Luigi VII, cercando il sostegno reale e il patrocinio alla causa di Canterbury. Giovanni figurerebbe, quindi una figura a sostegno di Becket per la sua vasta rete di conoscenze politiche al fine di fornire un resoconto a favore di Canterbury. Contemporaneamente, tuttavia, Giovanni motiva l’esilio come causato da una caduta in disgrazia presso il re: il Policraticus non era certamente favorevole a Enrico II e Giovanni aveva alla corte la reputazione di uno strenuo difensore dei diritti della Chiesa e del suo arcivescovo. Giovanni dovette scontrarsi con esigenze di natura economica, come lamenta lui stesso nelle lettere. Rimase in esilio in Francia fino al 1170, trattenendosi quasi esclusivamente presso l’amico Pietro di Celle, abate di Saint-Remi a Reims. Fu in questi anni di esilio che probabilmente Giovanni portò a termine l’Historia Pontificalis.
Nel 1164 Thomas Becket rifiutò di firmare le Costituzioni di Clarendon impostagli dal re: Enrico II cercava di ridurre i poteri della Chiesa in Inghilterra e, tra le varie clausole, imponeva che gli uomini di Chiesa dovessero essere processati, oltre che da un tribunale ecclesiastico, anche da un tribunale laico. Inoltre, le nomine più importanti della Chiesa dovevano essere approvate dal re. Per questa ragione, Thomas Becket e i suoi sostenitori furono mandati in esilio. L’arcivescovo trovò rifugio in Francia prima nell’abbazia di Pontigny, poi nell’abbazia di Sainte Colombe a Sens, entrambe località piuttosto distanti da Reims, dove viveva Giovanni: si può affermare con abbastanza certezza che i due trascorsero gli anni in esilio lontani, scambiandosi molte lettere, e ciò appare come un’ulteriore dimostrazione che Giovanni fosse un servitore di Canterbury, non un assistente personale di Becket. L’atteggiamento di Giovanni, nei primi anni dell’esilio, di Becket risultò essere piuttosto ambiguo, dal momento che in più occasioni cercò il confronto e il colloquio con il re per ottenere il suo perdono e poter rientrare dall’esilio. Allo stesso modo, Giovanni, in diverse occasioni, si rivolse a Becket, invitandolo alla moderazione: in questa prima fase, il conflitto tra i due sembrava essere, agli occhi del nostro, un conflitto tra due personalità e non riteneva che potesse essere coinvolta tutta la Chiesa inglese.
Un cambiamento significativo nel pensiero e nella posizione di Giovanni si registra a partire dal 1166: nell’aprile-maggio di quell’anno Giovanni incontrò re Enrico, ma fu proprio con questo incontro che si rese conto che in gioco c’era la questione della libertas ecclesiae, la libertà della Chiesa. Enrico si diceva pronto a perdonare Giovanni solo a patto che egli giurasse fedeltà alla corona, rinnegando quindi la sua fedeltà a Canterbury. Giovanni si rese così finalmente conto del controllo che Enrico sperava di imporre sulla Chiesa inglese, interferendo con il buon ordine e la libertà, chiedendo ai suoi sostenitori lealtà alla corona piuttosto che alle gerarchie ecclesiastiche. Come risulta in molti momenti della sua vita, la fermezza e coerenza di Giovanni non gli permisero di agire contro i suoi stessi principi. Fu a questo punto che Giovanni iniziò ad impegnarsi più attivamente per la causa di Becket, scrivendo, nel 1166, un numero di corrispondenze di gran lunga maggiore rispetto a quello degli anni precedenti e si servì del cosiddetto “linguaggio della persecuzione” per ritrarre la lotta di Thomas Becket e Enrico II come una lotta tra bene e male: la causa di Becket viene presentata come una causa di Cristo, la sofferenza da lui patita viene avvicinata alla sua Passione, mentre coloro che lo avversano sono rappresentati come gli Ebrei che avevano messo in croce Gesù. Giovanni, quindi, non contempla più alcun negoziato con il re.
Fino al 1170 produsse circa centocinquanta lettere, tutte collegate alla promozione della posizione dell’arcivescovo, e le sue vaste conoscenze gli furono utili per attuare una efficace propaganda. Nel 1167 e nel 1169 Giovanni viaggiò per condurre incontri con i legati papali incaricati di risolvere la disputa; nel 1169 Thomas Becket ed Enrico II erano sottoposti ad una grande pressione sia da parte dei signori ecclesiastici che temporali di tutta Europa per raggiungere un accordo. L’accordo, a fatica, fu raggiunto solo nel luglio del 1170, accordo che permise a coloro che erano in esilio di poter tornare in Inghilterra.
Giovanni fu assegnato ad una squadra di transizione per preparare il ritorno di Becket e attraversò la Manica il 16 novembre e, dopo essere andato velocemente a Canterbury, si recò a Exeter dalla madre, ormai morente. Il ritorno di Becket fu previsto per i primi di dicembre; tuttavia, egli fu ucciso il 29 dicembre 1170 nella cattedrale di Canterbury. Non è chiaro se Giovanni fosse presente o meno all’omicidio: in alcuni casi si nega, in altri si dice che davanti ai sicari fuggì altrove nella cattedrale, in un altro caso viene addirittura detto che fu colpito da una spada ad un braccio, anche se in realtà ad essere colpito fu il braccio di un altro associato di Becket, Edward Grim.

### Gli anni finali e il vescovato di Chartres
Sappiamo poco di quello che successe a Giovanni dopo l’assassinio di Becket. Nel 1171 fu probabilmente a Canterbury per la cerimonia di riapertura della cattedrale; sostenne inoltre la promozione di Riccardo di Ilchester a uno dei vescovati più ricchi e prestigiosi di Inghilterra, Winchester, nonostante questo fosse stato uno dei più grandi sostenitori del re contro Becket. È probabile che in questo periodo tornò ad Exeter, luogo in cui sia lui che i suoi fratelli avevano legami profondi. Lì, nel 1171, figura nelle liste dei testimoni di diverse carte del vescovo, piuttosto in basso nelle liste, finché, nel 1173, non divenne tesoriere della cattedrale e il suo nome iniziò a figurare in una posizione più elevata. Continuò comunque a frequentare e a mantenere rapporti con Canterbury, dov’è probabile che fosse in comunione con un gruppo di monaci nella loro devozione per Becket.
L’azione di Giovanni in questi ultimi anni sembra indirizzata ad uno scopo preciso: la martirizzazione e santificazione di Thomas Becket. Di particolare importanza a questo scopo e risalenti a questi anni sono la Lettera 305 indirizzata a Giovanni di Canterbury, la cui datazione può essere fatta risalire tra l’ottobre 1171 e l’aprile 1172: essa fornisce uno dei racconti più noti del martirio di Becket, facendo molti riferimenti alla sanità dell’arcivescovo e con lo scopo preciso di suscitare il sostegno, anche sul continente, alla canonizzazione di Becket che era, in quegli anni, ancora in stallo. Allo stesso scopo dev’essere stata composta la Vita Thomae, tra la fine del 1172 e l’inizio del 1173: la santificazione di Thomas Becket avvenne il 21 febbraio 1173, per opera di papa Alessandro III. Tra il 1173 e il 1174 Giovanni compilò la sua seconda raccolta di lettere che coprivano gli anni del suo coinvolgimento negli eventi dell’esilio di Becket, oltre che il suo assassinio e le sue conseguenze. Inoltre, in collaborazione con Guido di Southwick e poi con Alano di Tewksbury, Giovanni lavorò tra il 1174 e il 1176 all’organizzazione del corpus delle lettere di Becket.
Il fatto che Giovanni, immediatamente dopo l’assassinio di Thomas Becket, si configurò come il principale sostenitore della sua santità fu probabilmente il motivo che, nel 1176, gli fece ottenere il vescovato di Chartres. La sua nomina venne fortemente sostenuta dalla figura di Guglielmo di Champagne, che era stato partigiano di Becket durante gli anni dell’esilio, con il supporto del re di Francia Luigi VII, che desiderava promuovere il culto di Thomas Becket a Chartres, in primo luogo, come strumento politico contro la monarchia inglese: a Giovanni furono inviate due lettere a comunicargli tale decisione, una da parte della cattedrale e l’altra dal re di Francia, entrambe databili 22 giugno 1176. Fu consacrato vescovo di Chartres l’8 agosto dello stesso anno.
Pochi sono stati gli studi che si sono dedicati nello specifico agli ultimi anni di vita di Giovanni di Salisbury ed in particolare al suo vescovato a Chartres. Uno studio e un’interpretazione molto parziale delle fonti ha giudicato negativamente l’azione amministrativa di Giovanni. Un esempio può essere dato dal fatto che una lettera di Pietro di Celle al nostro è stata utilizzata acriticamente per la valutazione di quest’ultimo periodo della sua vita: l’amico di una vita rimproverava a Giovanni di aver smesso di cercarlo e di aver cessato il loro rapporto epistolare; inoltre, gli riferiva di alcune notizie giunte sul suo conto secondo le quali egli non sarebbe stato diligente ai suoi doveri di vescovo. Tuttavia, studi più recenti hanno analizzato le prove documentarie, che non sono molte, ma sono che esistono, che hanno, al contrario, sottolineato la sua grande partecipazione all’amministrazione di quegli anni, riportando anche gli elogi che gli sono stati rivolti in primis per l’enorme sforzo da lui impiegato per rendere Chartres il centro secondario (dopo Canterbury) per la venerazione di Becket. L’eredità dell’operato di Giovanni va infatti ricercato prima di tutto nella realizzazione dell’estensione del culto di Becket nella Francia capetingia.
Fin da subito Giovanni si preoccupò, a questo scopo, di attirare l’attenzione sul suo legame con l’arcivescovo martire nelle sue lettere dopo il 1176, riferendosi a sé stesso come quondam clericus beati Thomae martiris, divina dignitatione et meritis beati martiri Thomae, Carnotensis ecclesiae minister humilis (Un tempo chierico di san Tommaso martire e ora per grazia di Dio e per i meriti del beato martire Tommaso, umile servitore della chiesa di Chartres).
Se si studia il cartulario di Chartres, Giovanni viene esaltato per il fatto che indossava il cilicio, ma soprattutto per il dono di due reliquie alla cattedrale: una fialetta contenente il sangue di Becket e un coltellino (o una lama) di sua proprietà. Giovanni stesso, oltre al dono delle reliquie in sé, si serve della sua penna per narrare dei primi miracoli attribuiti a queste reliquie, il più precoce e importante dei quali è rappresentato dalla Lettera 325, datata tra il 1177 e il 1179 ed indirizzata all’arcivescovo di Canterbury Riccardo di Dover. Giovanni ammette il possesso della reliquia di Becket e narra la sua partecipazione diretta ad un miracolo: Pietro, uno scalpellino locale derideva la reverenza dei suoi compagni di lavoro per Becket e la gratitudine per i suoi presunti miracoli. A causa della pronuncia di questa frase blasfema, Pietro fu colto da una grave malattia, definito come il primo miracolo compiuto dal santo in questo racconto. La madre e gli amici dell’ammalato chiesero l’aiuto di Giovanni, che si affrettò a soccorrerlo. Tentò prima di curarlo con l’intervento di un'altra reliquia conservata nella cattedrale di Chartres, la sancta camisia, la veste intima della Beata Vergine, tuttavia essa non funzionò. Il nostro tentò allora con l’ampolla contenente il sangue di Thomas Becket, facendola baciare all’ammalato; questo, dopo aver bevuto l’acqua con cui era stata lavata l’ampolla e il coltello del martire, immediatamente guarì.  La Lettera 325 appare come il primo resoconto conosciuto di un miracolo attribuito a Becket.
Ci sono anche prove documentarie che testimoniano che, in termini di impegno pratico, Giovanni fu coinvolto in una serie di attività a favore della comunità, della diocesi e della Chiesa stessa nei suoi anni alla guida di Chartres: è stato possibile, infatti, raccogliere più di venti atti diversi di Giovanni come vescovo di Chartres in soli quattro anni, rendendolo tra i prelati più attivi della sua generazione e confutando il giudizio negativo attribuitogli da certi studiosi, come vescovo sedentario, disinteressato alla cura della sua cattedrale. Le azioni di Giovanni in campo amministrativo vedono il suo intervento diretto su tre ambiti: come vescovo diocesano, come delegato pontificio e come arbitro a pieno titolo.
Nel 1179 partecipò attivamente al Terzo Concilio Laterano, intervenendo contro la creazione di nuove leggi, cosa che divenne argomento di discussione. Questo fu l’ultimo viaggio a Roma di Giovanni, che ci ricorda quanto fosse stato coinvolto, fin dai tempi di papa Eugenio III, nella crescente importanza dei papi nelle politiche ecclesiastiche e secolari, fatto attestato anche dall’Historia pontificalis e dalle sue lettere dall’esilio.
Giovanni morì il 25 ottobre 1180 a Chartres e fu sepolto nella vicina abazia di Nostra Signora di Josaphat, dov’è tuttora. Il necrologio di Chartres descrive Giovanni come un buon vescovo secondo gli standard dell’epoca, una figura che aveva a cuore gli interessi della sua Chiesa dal momento che ne protesse i possedimenti terreni e ne accrebbe la sua ricchezza spirituale e materiale soprattutto con le reliquie, ma con il lascito della sua biblioteca.
L’eredità di Giovanni di Salisbury nella cattedrale di Chartres è visibile soprattutto per l’importante promozione che diede al culto di Thomas Becket e ciò è evidente già dopo pochi anni dalla sua morte. La presenta delle reliquie lasciate da Giovanni, per esempio, è attestata già nel 1206 in una raccolta di miracoli avvenuti tra il 1197 e il 1206 a Chartres. Il Miracolo 26 conferma la presenza delle due reliquie del santo: in particolare si raccolta l’azione miracolosa del coltellino, che riuscì a staccare un povero contadino, Guglielmo dalla falce a cui era rimasto incollato perché aveva lavorato durante un giorno di festa. Ciò prova che gli sforzi di Giovanni nel promuovere il culto di Becket stavano dando risultati. Non di secondaria importanza è il fatto che, dopo l’incendio che devastò la cattedrale nel 1194, questa fu ricostruita con una serie di evidenze che fisicamente mostrano la continua importanza e vitalità della memoria di Becket e della sua venerazione nella comunità di Chartres: è, ad esempio, presente un complesso di vetrate, visibili tutt’oggi, dedicate alla vita del santo.

## Opere

### Opere maggiori
- Policraticus - il Policraticus, o De nugis curialium et vestigiis philosophorum, è un trattato politico in otto libri, dedicato a Thomas Becket e scritto fra il 1156 e il 1159, nel quale sono raccolte alcune tra le più importanti riflessioni politiche di Giovanni. L’autore infatti sviluppa un’analisi dei rapporti tra lo Stato e la Chiesa e una trattazione sui doveri del re, collegate a una discussione sulla figura del tiranno. L’opera contiene inoltre un’analisi e una critica delle abitudini dei cortigiani e della filosofia epicurea[30]. È un testo caratterizzato da un ampio uso di citazioni classiche e bibliche, exempla, aneddoti e descrizioni ironiche e vivaci[31].
- Metalogicon - è un trattato di filosofia in prosa costituito da quattro libri, la parte più consistente dei quali è occupata dal commento alle opere logiche di Aristotele e in cui viene espressa la concezione filosofica dell’autore; viene terminato insieme al Policraticus nel 1159.

### Opere minori
- Historia pontificalis - opera storiografica in cui sono riportati gli eventi occorsi tra il 1148 e il 1152 dal punto di vista della curia papale.
- Lettere – giunte in due raccolte separate sia in quanto la loro tradizione manoscritta è differente sia in quanto risalenti a due differenti periodi della sua vita: il primo è il suo operato come segretario di Teobaldo di Bec tra 1148 e 1161 e il secondo il lavoro alle dipendenze di Thomas Becket tra il 1163 e la canonizzazione del martire.
- Vita Anselmi – composta nel 1163 in occasione della richiesta di Thomas Becket per la canonizzazione di Anselmo d’Aosta; nella narrazione della vita si basa sugli scritti di Eadmero, monaco e biografo di Anselmo.
- Vita Thomae – composta tra il 1176 e il 1179 come introduzione per la raccolta di materiali su Thomas Becket realizzata da Alano di Lille; si tratta di una compilazione in cui viene narrata la vita del santo in modo piuttosto scarno e banale.
- Entheticus maior e minor - si tratta di due poemi in distici elegiaci composti prima delle sue opere maggiori, che costituiscono le prime espressioni scritte del pensiero di Giovanni di Salisbury, il quale poi verrà ampliato nel Metalogicon e nel Policraticus

## Edizioni critiche
- Policraticus sive de nugis curialium et vestigiis philosophorum, ed. Clement C.J. Webb, 2 voll. Oxford, 1909.
- Policraticus I–IV, ed. K.S.B. Keats-Rohan, in Corpus Christianorum. Continuatio Mediaevalis 118, 1993, Turnhout.
- Iohannis Sarisberiensis Historia pontificalis. John of Salisbury’s Memoirs of the Papal Court, ed. M. Chibnall, London, 19561; Oxford 19862.
- The Letters of John of Salisbury, vol. 1, The Early Letters (1153-1161), ed. W. J. Millor and H. E. Butler and C. N. L. Brooke, Oxford, 1986.
- The Letters of John of Salisbury, vol. 2, The Later Letters (1163-1180), ed. W. J. Millor and C. N. L. Brooke, Oxford, 1979.
- Eadmero e Giovanni di Salisbury, Vite di Anselmo d'Aosta, Milano, Jaca Book 2009.
- Giovanni di Salisbury, Anselmo e Becket, due vite, ed. Inos Biffi, Milano 1990, pp. 22–120 e pp. 151–212.
- Anselm and Becket. Two Canterbury Saints’ Lives, by John of Salisbury, trans. R. E. Pepin, Toronto 2009, pp. 17–71 e pp. 78–95.
- Materials for the History of Thomas Becket, Archibishop of Canterbury, ed. J. C. Robertson and J. B. Sheppard, London 1875-85, vol. 2, pp. 299–352.
- Entheticus maior et minor, ed. Jan van Laarhoven, Leiden 1987, vol. 1 pp. 104–227 e pp. 230–249.
- The Entheticus of John of Salisbury : A Critical Text, ed. R. Pepin, in Traditio 31 1975, pp. 127–295. Metalogicon, ed. J. B. Hall and K. S. B. Keats-Rohan, CCCM 98, 1991, Turnhout.

## Traduzioni
- Giovanni di Salisbury, Il Policratico ossia delle vanità di curia e degli insegnamenti dei filosofi, ed. trad. Ugo Dotti, Torino, 2011.
- Giovanni di Salisbury Policraticus. L'uomo di governo nel pensiero medievale (selezione) trad. Maria Teresa Fumagalli Beonio Brocchieri, comm. Luca Bianchi - Paola Feltrin, Milano, 1985.
- John of Salisbury Policraticus. The Statesman's Book, ed. trad. Murray F. Markland, New York, 1979.
- Policraticus, (selezione) trad. Cary J. Nederman, Cambridge, 1990.
- Metalogicon: Jean de Salisbury, ed. F.Lejeune, Paris, Librarie Philosophique J Vrin, 2009.
- John of Salisbury, The Metalogicon : A Twelfth-Century Defense of the Verbal and Logical Arts of the Trivium, trans. D. McGarry, Berkeley, 19551; Philadelphia, 20092.
- Metalogicon, trans. J. B. Hall, in Corpus Christianorum in Translation, 2013, Turnhout.

## Genealogia episcopale
La genealogia episcopale è:
- Vescovo Maurice de Sully
- Vescovo Giovanni di Salisbury

### Biografia
- Maria Lodovica Arduini, «Sola ratione» in Giovanni di Salisbury, in Rivista di Filosofia Neoscolastica, 89. (1997), pp. 229–66.
- Maria Lodovica Arduini, Contributo alla ricostruzione biografica di Giovanni di Salisbury, in Rivista di Filosofia Neoscolastica, 90, (1998), pp. 198–214.
- Frank Barlow, John of Salisbury and his brothers, Journal of Ecclesiastical History, 46, (1995), pp. 95–109.
- Julie Barrau, John of Salisbury as Ecclesiastical Administrator, in A Companion to John of Salisbury, a cura di Frédérique Lachaud - Christophe Grellard, Leiden-Boston, 2015, pp. 105–143.
- Karen Bollermann, Cary J. Nederman, The «Sunset Years»: John of Salisbury as Bishop of Chartres and the Emergent Cult of St. Thomas Becket in France, Viator 45, 2 (2014), pp. 55–76.
- Karen Bollermann-Cary J. Nederman, John of Salisbury and Thomas Becket, in A Companion to John of Salisbury, a cura di Frédérique Lachaud - Christophe Grellard, Leiden-Boston, 2015, pp. 63–102.
- Mario Dal Pra, Giovanni di Salisbury, Milano,1951.
- Anne Duggan, John of Salisbury and Thomas Becket, in The World of John of Salisbury, a cura di Michael Wilks, Oxford, 1984, pp. 427–439.
- Gian Carlo Garfagnini, L’attività storico-filosofica nel XII secolo: Giovanni di Salisbury, in Da Chartres a Firenze. Etica, politica e profezia fra XII e XV secolo Firenze-Pisa, a cura di Gian Carlo Garfagnini, Istituto nazionale di studi sul Rinascimento Edizioni della Normale, 2016 (Clavis 4), pp. 10–34.
- Cédric Giraud-Constant Mews, John of Salisbury and the 12th Century, in A Companion to John of Salisbury, a cura di Frédérique Lachaud - Christophe Grellard, Leiden-Boston, 2015, pp. 31–60.
- Christophe Grellard-Frédérique Lachaud, Introduction, in A Companion to John of Salisbury, a cura di Frédérique Lachaud - Christophe Grellard, Leiden-Boston, 2015, pp. 1–15.
- John McLoughlin, The language of persecution, in Persecution and toleration, ed. Shield, Studies in Church History 21, 1984, pp. 73–87.
- Cary J. Nederman, John of Salisbury, Tempe, 2005.
- Alan Piper, New evidence for the Becket correspondence and John of Salisbury’s letters, in The World of John of Salisbury, a cura di Michael Wilks, Oxford, 1984, pp. 439–444.
- Clement C. J. Weeb, John of Salisbury, New York, 1931.
- Olga Weijers, The chronology of John of Salisbury’s studies in France (Metalogicon, II.10), in The World of John of Salisbury, a cura di Michael Wilks, Oxford, 1984, pp. 109–116.

### Opere

#### Policraticus
- Karen Bollermann - Cary J. Nederman, John of     Salisbury and Thomas Becket, in A companion to John of Salisbury,     cur. Christophe Grellard - Frédérique Lauchaud, Leiden-Boston, 2015.
- John Brückmann - Cary J. Nederman, Aristotelianism     in John of Salisbury’s Policraticus, Journal of the History of     Philosophy 21 (1983), pp. 203–229.
- Catherine Campbell - Cary J. Nederman, Priests,     Kings, and Tyrants: Spiritual and Temporal Power in John of Salisbury's     Policraticus, Speculum, 66, (1991), n. 3, pp. 572–590.
- Saverio     Desideri, La institutio Trajani, Genova, 1958.
- Gianni     Dotto, Logica ed etica in Giovanni di Salisbury, Annali della     Facoltà di Lettere e Filosofia. Università degli Studi di Perugia 18     (1980–1), pp. 7–33.
- Paolo     Esposito, Un esempio della ricezione di Lucano nel     Medioevo: Giovanni di Salisbury in «Apis Matina». Studi in onore di     Carlo Santini, cur.  Aldo Setaioli, Trieste, 2016, pp. XVI-752, 251-63.
- Gian     Carlo Garfagnini, Legittima «potestas» e tirannide nel     «Policraticus» di Giovanni di Salisbury. Riflessioni sulla sensibilità di     un «clericus» per i problemi storico-politici, in Da Chartres a     Firenze. Etica, politica e profezia fra XII e XV secolo, G. C.     Garfagnini, Firenze-Pisa, 2016, pp. 560, 79-118.
- Judith A. Green, Discourses of     Power in Early Twelfth-Century England: How New Were the Ideas of John of     Salisbury? in Jean de Salisbury, nouvelles lectures, nouveaux     enjeux, cur. Christophe Grellard - Frédérique     Lauchaud, Firenze, 2018.
- Rossana     E. Guglielmetti, «Descripti» contaminati a catena e altre     perturbazioni. L'esperienza del «Policraticus» di Giovanni Salisbury     in Prassi ecdotiche. Esperienze editoriali su testi manoscritti e testi     a stampa. cur. Paolo Chiesa - Alberto     Cadioli, Milano, 2008, pp. 405, 117-36.
- Rossana     E. Guglielmetti, I ripensamenti di Giovanni di Salisbury:     varianti d'autore nel «Policraticus», Studi medievali 59 (2018),     pp. 539–70.
- Rossana E. Guglielmetti, La     tradizione manoscritta del «Policraticus» di Giovanni di Salisbury. Primo     secolo di diffusione, pref. G.     Orlandi, Firenze, 2005,     pp. 255.
- Rossana     E. Guglielmetti, Les variantes d'auteur du «Policraticus»     et les débuts de sa tradition manuscrite, in Jean de Salisbury,     nouvelles lectures, nouveaux enjeux, cur. Christophe     Grellard - Frédérique Lauchaud, Firenze, 2018, pp. XVI-296, 25-67.
- Rossana     E. Guglielmetti, Varianti d'autore nel Metalogicon e nel     Policraticus di Giovanni di Salisbury, Filologia     mediolatina 11 (2004), pp. 281–307.
- Laure Hermand-Schebat, John of Salisbury and     Classical Antiquity in A companion to John of Salisbury, cur.     Christophe Grellard - Frédérique Lauchaud, Leiden-Boston, 2015.
- Jan Van Laarhoven, Thou Shalt not Slay a Tyrant! The     So-called Theory of John of Salisbury, in The World of John of Salisbury cur. Michael Wilks,     Oxford, 1984.
- Jan Van Laarhoven, Titles and subtitles of the     Policraticus: A Proposal, Vivarium 32 (1994), pp. 131–160.
- Frédérique Lachaud, Filiation and Context     in A companion to John of Salisbury, cur. Christophe Grellard -     Frédérique Lauchaud, Leiden-Boston, 2015.
- Hans Liebeschütz, John of Salisbury and     Pseudo-Plutarch, Journal of Warburg and Courtlaud Institutes 6 (1943),     pp. 33–39.
- Hans     Liebeschütz, Medieval humanism in the life and writings of John of     Salisbury, Nendeln, 1968.
- Amnon Linder, The Knowledge of John of Salisbury in the Late     Middle Ages, Studi medievali 18, (1977).
- Janet     Martin, John of Salisbury as a Classical Scholar. in The World     of John of Salisbury cur. Michael Wilks, Oxford, 1984.
- Janet Martin, Uses of Tradition: Gellius,     Petronius and John of Salisbury, Viator: Medieval and Renaissance     Studies 10 (1979), pp. 57–76.
- Peter von Moos, The Use of     «exempla» in the «Policraticus» of John of Salisbury, in The World     of John of Salisbury cur. Michael Wilks, Oxford, 1984.
- Cary J. Nederman, A Duty to Kill: John of     Salisbury’s Theory of Tyrannicide, Review of Politics 50 (1988), pp. 365–389.
- Cary J. Nederman, John of Salisbury’s     Political Theory, in A companion to John of Salisbury, cur.     Christophe Grellard - Frédérique Lauchaud, Leiden-Boston, 2015.
- Ronald E. Pepin, John of Salisbury as a Writer     in A companion to John of Salisbury, cur. Christophe Grellard -     Frédérique Lauchaud, Leiden-Boston, 2015.
- Richard H. Rouse - Mary A. Rouse, John of     Salisbury and the Doctrine of Tyrannicide, Speculum, 42 (1967), pp. 693–709.
- Avrom Saltman, John of Salisbury and world of     the old testament, in The World of John of Salisbury cur.     Michael Wilks, Oxford, 1984.
- Tilman Struve, The Importance of the Organism,     in The World of John of Salisbury cur. Michael Wilks, Oxford, 1984.
- Clement C. J. Webb, John of Salisbury,     Londra, 1939.

#### Altre opere
- Pierfrancesco De Feo, In difesa del pensiero: il Metalogicon di Giovanni di Salisbury, Roma, Città nuova, 2022.
- Christophe Grellard-Frédérique Lachaud, A companion to John of Salisbury, Leiden Boston, Brill, 2015.
- Rossana E. Guglielmetti, Varianti d’autore del Metalogicon e nel Policraticus, in Filologia mediolatina IX, 2004, pp. 281–307.
- Rossana E. Guglielmetti, I ripensamenti di Giovanni di Salisbury: varianti d’autore nel Policraticus, in Studi Medievali LIX, fasc. II, 2018, pp. 539–570.
- Cary J. Nederman, John of Salisbury, Tempe, 2005, pp. 43–51.
- Rodney Thomson, What is Entheticus in The World of John of Salibsury, a cura di Michael Winks, Oxford, 1984, pp. 287–301.